# Laurel Halo
Laurel Halo, właśc. Laurel Anne Chartow (ur. 3 czerwca 1985 w Ann Arbor) – amerykańska kompozytorka i wykonawczyni muzyki elektronicznej (z kręgu techno i ambient), DJ i producentka muzyczna, autorka 4 albumów studyjnych, jednej ścieżki dźwiękowej, kilku minialbumów oraz wydawnictw zrealizowanych we współpracy z innymi artystami).

## Życiorys

### Początki
Laurel Anne Chartow urodziła się 3 czerwca 1985 roku w Ann Arbor, w artystycznej rodzinie. Jej matka praktykuje ikebanę, japońską sztukę układania kwiatów, a ojciec jest malarzem. Już w młodym wieku nauczyła się od rodziców swobodnego, artystycznego podejścia do twórczości, a sztuka tworzenia określonych nastrojów miała się jej przydać w późniejszym czasie. Dorastała ucząc się gry na pianinie, gitarze i skrzypcach. Zaczęła komponować w wieku 19 lat, czerpiąc z brzmień, które słyszała na imprezach tanecznych w Detroit, z zespołów free jazzowych, z którymi grała oraz z pracy w charakterze DJ-a w stacji radiowej WCBN Uniwersytetu Michigan, a także z zajęć z teorii muzyki klasycznej. W latach 2006–2009 wydała trzy EP-ki, zmieniając za każdym razem instrumentarium, ale zachowując spójny klimat. Podejście takie podyktowane było jej chęcią eksplorowania różnych faktur, aranżacji i możliwości dźwiękowych. Jej wzorem była wówczas, między innymi, Kate Bush, ceniona przez nią jako producentka elektroniczna, wirtuoz zarówno głosu, jak i syntezatora Fairlight oraz autorka tekstów.

### Kariera muzyczna
Pierwszym wydawnictwem Halo po przeprowadzce do Nowego Jorku w 2010 roku była EP-ka King Felix. Artystka skomponowała, nagrała i wyprodukowała wszystkie utwory, zaprojektowała również okładkę. EP-ka w ograniczonym do 500 kopii nakładzie ukazała się 30 listopada nakładem wytwórni Hippos In Tanks. Nieco wcześniej, w sierpniu Halo została zaproszona przez Daniela Lopatina do udziału w eksperymentalnym projekcie FRKWYS, realizowanym w ramach serii pod tym samym tytułem dla wytwórni RVNG Intl. Oprócz niej udział w przedsięwzięciu wzięli: James Ferraro, David Borden i Samuel Godin. W efekcie powstało 5 zróżnicowanych, a zarazem dość nieskomplikowanych utworów, połączonych prostą wizją dźwiękową. Album ukazał się na rynku w lipcu 2011 roku. Przedtem, 21 czerwca wytwórnia Hippos In Tanks wydała kolejną EP-kę Halo, Hour Logic.

#### Quarantine(2012)
W 2012 roku Halo zadebiutowała wydanym przez wytwórnię Hyperdub albumem Quarantine, który spotkał się z uznaniem krytyków, a przez miesięcznik The Wire został uznany za album roku. W wywiadzie dla magazynu Fact artystka stwierdziła, iż jego motywem przewodnim były: „smugi kondensacyjne, urazy, lotne chemikalia, wirusy” oraz że chciała stworzyć „coś bardziej na czasie, niż jej poprzednie płyty”.

#### Chance of Rain(2013)
W 2013 roku przeniosła się do Berlina, gdzie zrealizowała utrzymaną w klimacie techno EP-kę Behind the Green Door (będącą, w przeciwieństwie do debiutanckiego albumu dziełem w całości instrumentalnym) oraz album studyjny Chance of Rain, na którym połączyła inspirowane jazzem eksperymentalne techno z utworami muzyki konkretnej. Kontynuowała również swoje zamiłowanie do twórczości radiowej prowadząc comiesięczną audycję w Berlin Community Radio oraz gościnnie miksując dla WNYC, BBC Radio i Rinse FM.

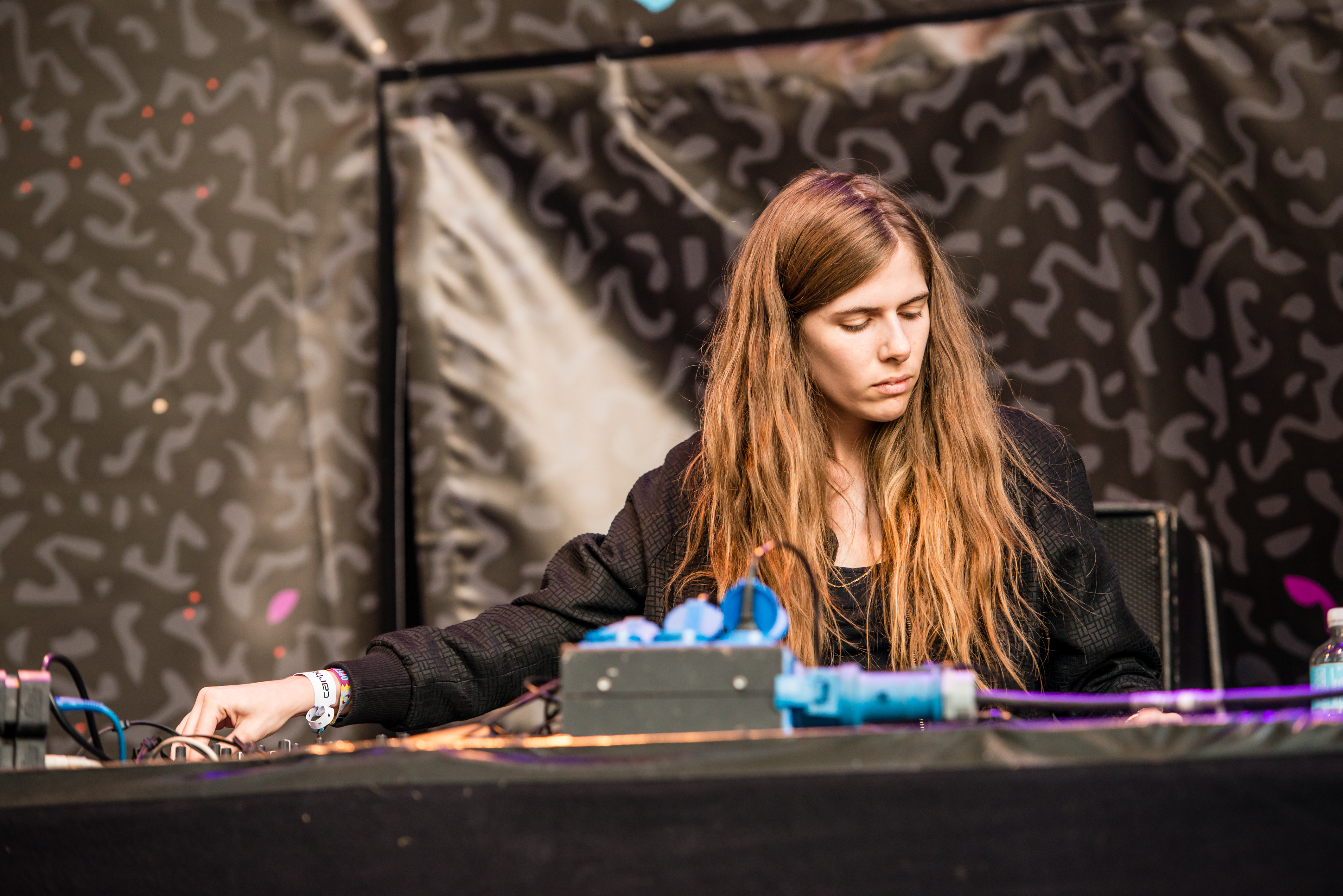
Laurel Halo na Open Source Festival w Düsseldorfie (2015)

W 2015 roku wytwórnia Honest Jon's wydała In Situ, podwójną EP-kę z eksperymentalnymi, dubowymi utworami Halo. W tym samym roku artystka wspólnie z Sharon Van Etten, Patty Griffin, Diane Cluck, Julią Holter, Lucindą Williams, Marissą Nadler, Larkin Grimm, Isobel Campbell, Tarą Jane O’Neil i Josephine Foster wzięła udział w nagraniu niewydanych utworów ikony folku, Karen Dalton. Kompilacja, zatytułowana Remembering Mountains: Unheard Songs By Karen Dalton ukazała się 26 maja nakładem wytwórni Tompkins Square. Również tym samym roku Halo współpracowała z Charlotte Collin, Grégoire Simonem, Julią Holter, Kouhei Matsunagą, Lucrecią Dalt, i Rashadem Beckerem nagrywając EP-kę Terepa, która ukazała się 13 lipca nakładem wytwórni Other People w limitowanym nakładzie 500 kopii. W sierpniu wspólnie z Lisą Gerrard uczestniczyła w światowej premierze utworu „Signal to Noise” Johna Cale’a, która miała miejsce w Melbourne w ramach festiwalu Supersense.

#### Dust(2016)
W 2016 roku Halo wspólnie z Hatsune Miku wystąpiła na berlińskim HKW i londyńskim Barbican. W następnym roku wydała swój trzeci album studyjny, Dust, będący również trzecim jej albumem zrealizowanym dla Hyperdub. Najbliższym jego odpowiednikiem był doceniony przez krytyków jej album debiutancki, ambientowa płyta popowa z wokalem. Artystka po raz kolejny umieściła swój wokal na pierwszym planie nadając utworom formę nietypowych piosenek. Podkład dźwiękowy tworzyły: akustyczna perkusja, fortepian i syntezatory. Album został zrealizowany we współpracy z nowojorską wokalistką Lafawndah, londyńską eksperymentatorką Klein oraz berlińskim pisarzem i artystą, Michaelem Salu. Tytuły niektórych utworów („Arschkriecher”, „Nicht Ohne Risiko”) wskazują na inspirację artystki Berlinem. Album zyskał powszechne uznanie ze strony 19 recenzentów, w tym maksymalne noty The Guardian i Tiny Mix Tapes.

#### Raw Silk Uncut Wood(2018)
W 2018 roku Halo napisała muzykę do filmu Possessed w reżyserii projektanta graficznego i dokumentalisty, Roba Schrödera. W realizacji nagrań udział wzięli: wiolonczelista  Oliver Coates oraz skrzypaczka Galya Bisengalieva. W tym samym roku nakładem francuskiej wytwórni Latency ukazał się instrumentalny minialbum, Raw Silk Uncut Wood, zrealizowany z udziałem perkusisty Eli Keszlera. 30 listopada tego samego roku ukazała się EP-ka Tru/Opal/The Light Within You, zrealizowana we współpracy z producentem Hodge’em.
22 marca 2019 roku Halo wydała nakładem !K7 Records swój miks didżejski, będący 68. z kolei albumem serii DJ-Kicks tejże wytwórni. Złożone z 29 utworów wydawnictwo zawierało kilka własnych kompozycji artystki oraz utwory Rrose, Machinewoman, FIT Siegel, Nicka Leóna i Ikoniki. Album osiągnął 15. miejsce na liście sprzedaży Dance/Electronic Albums (albumów tanecznych/elektronicznych) tygodnika Billboard będąc jej pierwszym albumem na liście Billboardu a zarazem dziewiątym z serii DJ-Kicks, które na tę listę trafiły.
10 kwietnia 2020 roku nakładem The Vinyl Factory ukazała się (w formacie digital download) ścieżka dźwiękowa do filmu Possessed. W październiku tego samego roku Halo została zaproszona do udziału w portugalskim festiwalu Semibreve, który w związku z pandemią COVID-19 zorganizowano  w formie online. Organizatorzy zlecili artystom występy w murach XVII-wiecznego klasztoru São Martinho de Tibães w Bradze, a ich recitale zostały sfilmowane przez portugalski kanał kulturalny Canal180.
Jesienią 2022 roku Halo dostała się na wydział The Herb Alpert School of Music, prowadzący działalność w ramach California Institute of the Arts.

#### Atlas(2023)
22 września 2023 roku Halo wydała nakładem własnej wytwórni Awe swój piąty album studyjny, Atlas. W jego nagraniu udział wzięło kilku zaproszonych muzyków: wiolonczelistka Lucy Railton, skrzypek James Underwood, saksofonista Bendik Giske oraz wokalista Coby Sey. Album otrzymał średnią ocenę 80/100 z komentarzem „ogólnie pozytywne recenzje” na podstawie 10 recenzji krytyków zebranych w serwisie Metacritic.

#### Manifolds / Octavia(2024)
W marcu 2024 roku Halo i Jessica Ekomane wydały za pośrednictwem Portraits GRM split zatytułowany Manifolds / Octavia. Pierwszy z utworów, „Manifolds”, autorstwa Ekomane, został w całości wygenerowany komputerowo, natomiast utwór „Octavia”, zrealizowany przez Halo przy użyciu fortepianu i instrumentów elektronicznych, jest utrzymany w stylu jej albumu Atlas.

## Dyskografia
Na podstawie strony artystki na Discogs:

### Albumy studyjne
- Quarantine (2012)
- Chance of Rain (2013)
- Dust (2017)
- Atlas (2023)
- Manifolds / Octavia (2024) z Jessicą Ekomane

### Ścieżki dźwiękowe
- Possessed (Soundtrack To The Film By Metahaven & Rob Schröder) (2020)

### Albumy nagrane z innymi artystami
- FRKWYS 7 (2011) z: Bordenem, Ferraro, Godinem i Lopatinem

### EP-ki
- Ambrosia EP (2009)
- King Felix (2010)
- Hour Logic (2011)
- Sunlight On The Faded (2012)
- Behind the Green Door (2013)
- In Situ (2015)
- Raw Silk Uncut Wood (2018)
- Tru / Opal / The Light Within You (2018) z Hodge’em

### Miksy didżejskie
- Minutes From Mirage (2010)
- Dummy Mix 53 (2010)
- Warmer Climes Mixtape – The Twilight (Dysphotic) Zone (2010)
- Sofgore (2011)
- Get Us The Hell Out Of Here (2011)
- Pornoviewer (2011)
- Podcast 321 (2013)
- Q2/WQXR (2014)
- DJ-Kicks: Laurel Halo (2019)